# 28-я гвардейская понтонно-мостовая бригада
28-я гвардейская понтонно-мостовая бригада (28 понмбр, в/ч 45445) — тактическое соединение Инженерных войск Российской Федерации.
Формирование входит в состав Московского военного округа. Пункт постоянной дислокации — г. Муром Владимирской области.

## История
28-я понтонно-мостовая бригада сформирована 1 декабря 2015 года. 2 декабря 2015 года прошло торжественное вручение бригаде Боевого знамени командованием Инженерных войск ВС России.
Указом Президента Российской Федерации от 10 июня 2022 года за массовый героизм и отвагу, стойкость и мужество, проявленные личным составом бригады в боевых действиях по защите Отечества и государственных интересов в условиях вооружённых конфликтов, 28-й понтонно-мостовой бригаде было присвоено почётное наименование «гвардейская».

## Описание
Соединение находится в прямом подчинении командованию Западного военного округа. Понтонно-мостовая бригада сформирована в целях повышения возможностей инженерных войск и оперативности их применения, создания резерва для решения внезапно возникающих задач и усиления группировок войск на стратегических направлениях. Бригада имеет управление, понтонно-мостовые батальоны, переправочно-десантный батальон и подразделения обеспечения и занимается наведением переправ на водных преградах. Она предназначена для выполнения задач по оборудованию переправ повышенной грузоподъёмности на крупных водных преградах и внезапно возникающих задач в мирное время, связанных с переправой техники и материальных средств, в том числе, при ликвидации последствий чрезвычайных ситуаций.

## Состав
- 1-й понтонно-мостовой батальон;
- 2-й понтонно-мостовой батальон;
- 3-й понтонно-мостовой батальон;
- 4-й понтонно-мостовой батальон;
- Переправочно-десантный батальон;
- Рота инженерной разведки;
- Рота связи;
- Рота материального обеспечения;
- Ремонтная рота;
- Комендантский взвод;
- Медицинский пункт;
- Военный оркестр;
- Пожарная команда;
- Полигон;
- Клуб.[7]